# Ikranite
L'ikranite è un minerale appartenente al gruppo dell'eudialite.